# Калика-пурана
«Калика-пурана» является одной из 18 Упа-пуран (младших пуран) и принадлежит к числу важнейших текстов шактизма и тантризма. О её авторитетности говорит тот факт, что цитаты из неё встречаются в сборниках смрити (smriti digests), составленных в разных уголках Индии. Пурана содержит более восьми тысяч шлок, разделяемых на 90 (в других изданиях 91, 93 и 98) глав. Учёные называют различные даты составления Калика-пураны — от X до XIV веков; профессор Б. Н. Шастри считает временем создания «Калика-пураны» середину IX века. Местом её создания все исследователи единодушно называют Камарупу — важный центр шактийского культа на территории индийского штата Ассам.

## Основное описание
Текст Калика-пураны посвящён мифологии и ритуалам поклонения различным проявлениям высшего женского божества: Сати (главы 8-16), Махамайя (главы 52-54, 56), Дурга (глава 60), Трипура (глава 63), Кали (главы 42-48). Особое внимание уделяется предписаниям относительно поклонению Камакхье — эротическому проявлению Богини (главы 57-58, 61-62). Миф о Махише в Калика-пуране получает своеобразное развитие. В нём Махиша становится воплощением Шивы, и таким образом Богиня убивает своего собственного супруга, о чём, однако, он сам её просит (глава 60). Текст также интересен тем, что перечисляет большое количество йогини, многие из которых отсутствуют в аналогичных списках в других текстах (глава 61.38-41 и 61.113—114).
В Калика-пуране Богиня вступает как материальная причина феноменального мира и воплощение всей энергии, сознания и блаженства. Мир обязан своим возникновением ей, она же своим рождением никому не обязана (глава 5.14). В отличие от Деви-бхагавата-пураны, делающий акцент на приоритете Вед и благостных формах божества, в Калика-пуране в большей степени заметно влияние тантрических идей и практик. В тексте говорится об использовании в ритуале мяса, наркотиков и сексуального общения. Особый раздел — Махамайя-кальпа — посвящён правилам совершения жертвоприношений животных (глава 53). Допускается даже принесение в жертву людей — сказано, что человеческие жертвы угодны Богине (глава 71.73). Пурана содержит два списка питх — святых мест Богини. В одном из них упоминается 5 питх (глава 18.41-13), в другом — 7 (глава 18.48-50). Ещё Калика-пурана получила свою известность за то, что в её тексте по сути дела впервые встречается слово «хинду».
Калика-пурану можно условно разделить на три большие части:
1. Главы с 1 по 51 — исключительно мифологическое повествование;
2. Главы с 52 по 75 — культовые предписания, а также связанные с ними мифы;
3. Главы с 75 по 90 (98) — преобладание мифологического повествования.

Также есть главы, посвящённые науке государственного управления (глава 84), хорошим манерам (глава 85) и правилам совершения омовения (глава 86).

## Ритуальная часть
Самой важной в Калика-пуране считается раздел, посвящённый именно поклонению Богине. В роли рассказчика в нём выступает сам Шива. Он объясняет запутанные церемонии, но не своей супруге Парвати, как это обычно бывает в тантрах, а своим сыновьям Бринги и Махакале, родившимся на земле как человеческие существа с мордами обезьян Ветала и Бхайрава — они достигли этого низкого состояния вследствие проклятия и сейчас стремятся вновь вернуть утраченную божественность. Единственным способом сделать это является поклонение Богине, супруге Шивы и их собственной матери. Ритуальная практика, передаваемая им, предназначена для того, чтобы достичь положения «ганапати» (предводителя ганов), их изначального состояния. В этом разделе речь идёт о культе таких проявлений Богини, как Махамайя (главы 52-54 и 56), Дурга (глава 60), Кали (глава 61), Трипура (главы 63, 64, 74, 75). Детально описывается иконография, мантры, янтры и «свита» каждого из проявлений, включающая и второстепенные божества: йогини, шакти, «стражей врат» (dvarapala) и других. Особое же внимание уделяется Камакхье — горной ассамской богине, отождествляемой с Высшей Деви (глава 58.52; 72).

## Сказание о Шиве и Парвати
Главы с 41 по 51 можно объединить под общим названием «Сказание о Шиве и Парвати». Этот фрагмент содержит мифы шиваитского цикла:
- о любви Шивы и Парвати;
- о рождении Сканды;
- о нисхождении Шивы и Парвати на землю в образе царственной четы Чандрашекхары и Таравати и
- об их сыновьях: Ветале и Бхайраве.

Также рассказывается о том, что Сати после своей гибели некоторое время спустя перевоплощается в образе Парвати, дочери царя гор Химавата (Гималаи) и апсары Мены.
Изложение мифа о любви между Шивой и Парвати в Калика-пуране практически полностью совпадает с версиями, представленными в других Пуранах и Кумарасамбхаве, но затем в главе 46 завязывается оригинальный и интересный сюжет, встречающийся только в Калика-пурне.
Для зачатия сына Шива и Парвати предаются любви и их «великим соитием» встревожен весь мир и боги во главе с Брахмой отправляются к Шиве и просят его прекратить соитие (глава 46.29-51; 45-47). Шива на это отвечает, что из-за прекращения соития Парвати станет бездетной (глава 46.53), однако при этом уступает просьбе богов и изливает своё семя в огонь (глава 46.61). Огонь не переносит семя в утробу Ганги (глава 46.82) и Ганга рождает двух близнецов — Сканду и Вишакху (глава 46.83-84), ставших единым целым. Ганга оставляет новорожденного посреди зарослей тростника (глава 46.86), откуда его забирает Бакула [одна из Криттик, олицетворений созвездий Плеяды] (глава 46.88). Сканда вырастает и, став предводителем воинства богов, умерщвляет асура Тараку (глава 46.90-91). Всё это в общих чертах совпадает с тем, что говорится в Пуранах и Итихасах, за исключением того, что в других версиях Сканду воспитывают шесть Криттик (Махабхарата, IX, 43-46; Рамаяна, I, 36-37; Матсья-пурана, 146, 158; Шива-пурана, II, 4.1-2), тогда как в Калика-пуране эту роль выполняет только одна Бахула. Но при этом здесь же появляется один очень важный и оригинальный момент: Шива оказывается не только отцом Сканды, но и двух существ божественной природы.

## Переводы
Перевод на русский язык осуществлен с издания оригинала: The Kalikapurana. Text, introduction and translation in English by Prof. B. N. Shastri. — Delhi-7: Nag Publishers, 1991.
Перевод на русский язык рассчитан на подготовленного читателя, хорошо знакомого с философией и мифологией индуизма вообще и шиваизма и шактизма в частности.